# Amitus pigeanus
Amitus pigeanus är en stekelart som beskrevs av Macgown och Nebeker 1978. Amitus pigeanus ingår i släktet Amitus och familjen gallmyggesteklar. Inga underarter finns listade i Catalogue of Life.